# Rivers of America

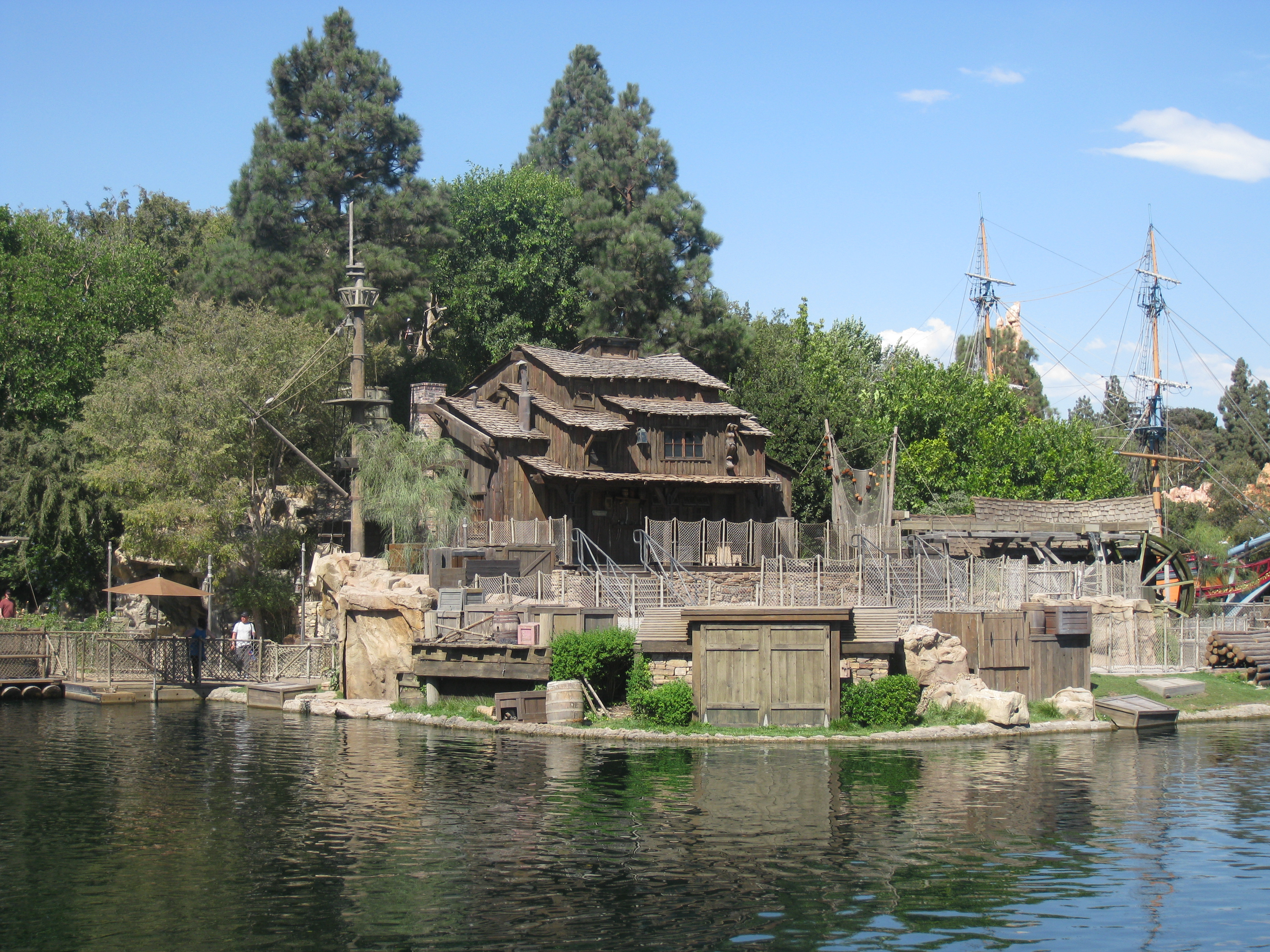
De Rivers of America in het Disneyland Park in Anaheim

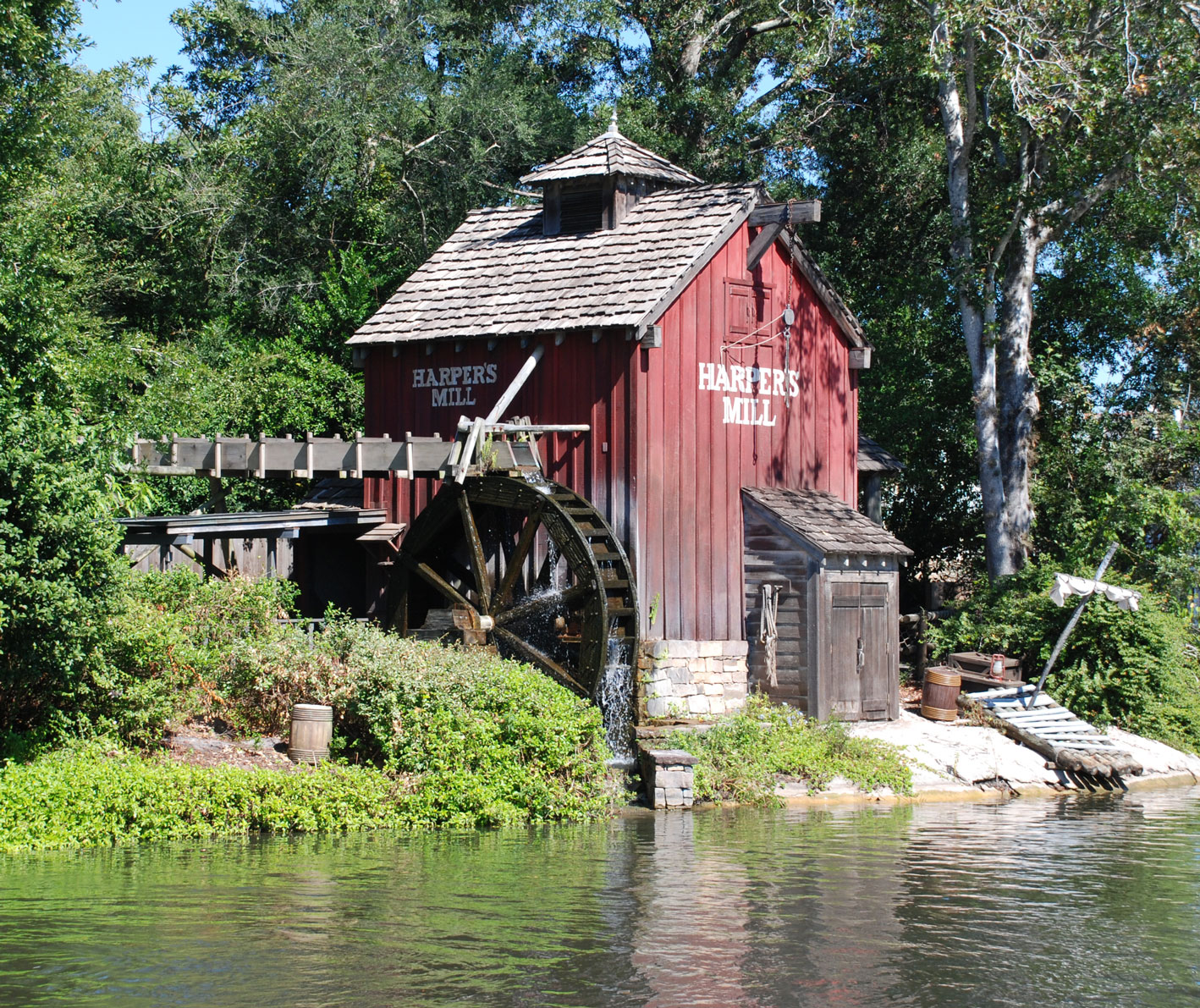
Harper's Mill aan de Rivers of America in het Magic Kingdom

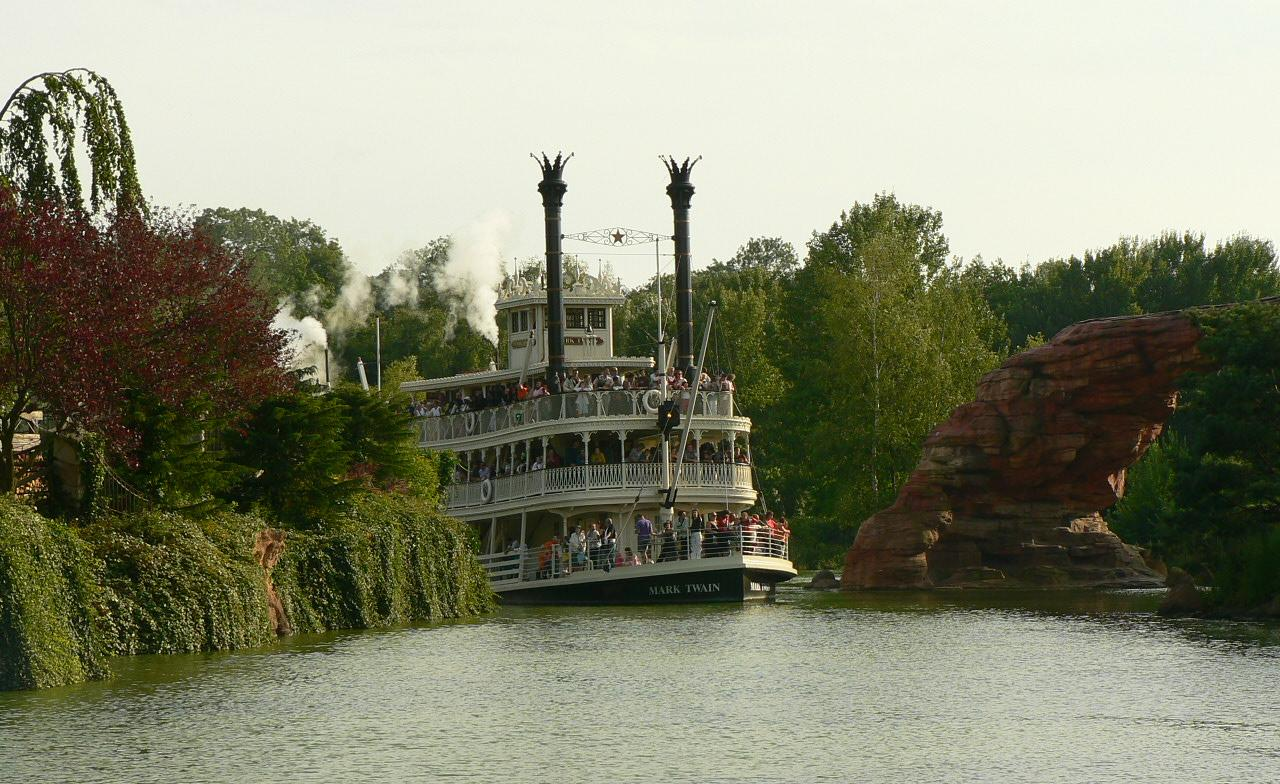
De Mark Twain Riverboat bevaart de Rivers of the Far West in het Disneyland Park in Parijs

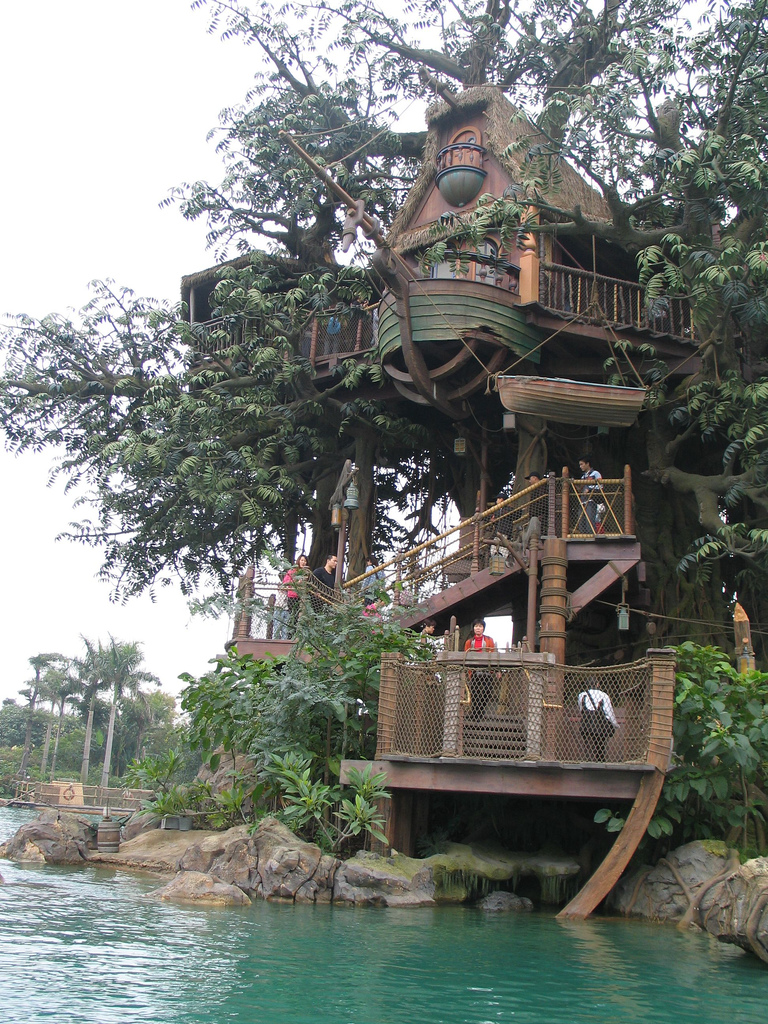
De boomhut uit de film Tarzan in Hong Kong Disneyland aan de Adventure Rivers

De Rivers of America is een kunstmatige rivier die te vinden is in de Frontierlands in de Disneyparken die gethematiseerd zijn naar het voorbeeld van het Disneyland Park in Anaheim. De eerste versie van de attractie werd geopend in 1955 in het Disneyland Park te Anaheim. Op de rivieren is meestal een boottocht te maken met een ouderwetse raderstoomboot. Ook zijn er naast de rivieren meestal verschillende animatronics van dieren waar te nemen.

## De versies in de verschillende parken
De Rivers of America zijn in het Disneyland Park in Anaheim, het Magic Kingdom, Tokyo Disneyland, het Disneyland Park in Parijs en het Hong Kong Disneyland te vinden, zij het onder een andere naam.

### Disneyland in Anaheim
In het Disneyland Park in Anaheim is het originele concept van de Rivers of America te vinden. Bij de opening in 1955 was het kunstmatige eiland dat in het midden van de rivier lag vrijwel geheel kaal. Tijd en geld waren beiden tekortgeschoten, hetgeen Walt Disney ertoe dwong om het nog niet gereed aan het publiek te tonen. Het jaar na de opening werd er op dat eiland Tom Sawyer's Island geopend, die vandaag de dag nog steeds beschouwd wordt als de meest onderscheidende speeltuin ooit. Om op het eiland te geraken moesten bezoekers via een vlot van boomstammen de Rivers of America oversteken. Vervolgens kon men in verschillende netwerken van grotten, rotsen, bruggen en geheime schuilplaatsen (waaronder de boomhut van Tom en Huck, Injun Joe's Cave, Harper's Mill en Castle Rock, allen locaties gebaseerd op het boek De Lotgevallen van Tom Sawyer door Mark Twain).
In het verleden is er een tijd lang een houten aanlegsteiger geweest, de zogenaamde Catfish Cove, waar men echte vis kon vangen in de Rivers of America. Bezoekers konden hengels en aas huren om een lijntje uit te werpen.
Op het noordelijke deel van het eiland was ooit Fort Wilderness te vinden, een recreatie van de forten gebruikt door de U.S. Calvary uit de 18e eeuw. Vanaf de torens kon met speelgoedpistooltjes op doelen worden geschoten. Fort Wilderness is uiteindelijk weer afgebroken, omdat de houtconstructies begonnen te slijten en het geheel instabiel werd. Daarvoor in de plaats is echter wel een nieuw piratendeel gekomen, het zogenaamde Pirate's Lair on Tom Sawyer's Island, dat aansloot op het al bestaande thema. Het is gebaseerd op de films van Pirates of the Caribbean.
Op de Rivers of America van dit park varen twee ouderwetse stoomboten, namelijk de Mark Twain Riverboat en het Sailing Ship Columbia. Vanaf deze boten kunnen verschillende scènes langs de rivier worden bekeken, zoals een indianenstam, een brandende hut en enkele dierenanimatronics.

### Andere parken
- In het Magic Kingdom en Tokyo Disneyland is de situatie vrijwel gelijk aan die in het Disneyland Park in Anaheim. De boten die op de Rivers of America in het Magic Kingdom varen heten echter Liberty Square Riverboats.

- In het Disneyland Park in Parijs zijn de Rivers of America aanwezig onder de naam Rivers of the Far West. Als eiland in de rivier ligt daar echter geen Tom Sawyer's Island maar de attractie Big Thunder Mountain Railroad. Het Tom Sawyer's Island is daar in Adventureland te vinden, onder de naam Adventure Isle. De boten die de Rivers of the Far West bevaren heten de Molly Brown Riverboat en de Mark Twain Riverboat.

- In het Hong Kong Disneyland is geen Frontierland aanwezig. De Rivers of America zijn daarom te vinden in Adventureland, onder de naam Rivers of Adventure. Op deze wateren is tevens de attractie Jungle Cruise te vinden. Op het eiland in de rivier is eenzelfde concept te vinden als Tom Sawyer's Island en Adventure Isle, maar hier gethematiseerd als het boomhuis uit de film Tarzan van Disney.

## De premières van Pirates of the Caribbean
In 2003 vond de première in Disneyland Park te Anaheim plaats van de film Pirates of the Caribbean: The Curse of the Black Pearl op de Rivers of America. Verschillende beroemdheden en castleden van de film konden de film daar bekijken op een speciaal voor de première gebouwd filmdoek van 27 meter hoog.
In 2006 werd het vervolg van de film, Pirates of the Caribbean: Dead Man's Chest, eveneens weer plaats op de Rivers of America. Twee dagen daarna werd de attractie Pirates of the Caribbean geopend voor het publiek, waarbij verschillende aanpassingen waren gedaan als terugkoppeling op de films. Ook voor de derde fillm Pirates of the Caribbean: At World's End vond de première weer plaats op de Rivers of America.

## Trivia
- In het Disneyland Park in Parijs wordt voor haar werknemers een aantal keer per jaar het Course Canoer georganiseerd. Hierbij wordt door verschillende werknemers van het resort een wedstrijd kanovaren gehouden op de Rivers of the Far West rondom de Big Thunder Mountain Railroad.[1]